# 切目川ダム
切目川ダム（きりめがわダム）は、和歌山県日高郡印南町の二級河川切目川に設置された多目的ダム。洪水調節と水道水源の確保を目的とする。事業者は和歌山県。

## 沿革
沿革の出典については、和歌山県河川課のホームページによる。

### 水害
- 1605年（慶長10年）8月
- 1705年（宝暦6年）9月
- 1899年（明治22年）8月 - 切目、南部両川筋において死者73人、家屋流出220戸
- 1907年（明治44年）9月
- 1934年（昭和9年）9月 - 室戸台風による被害
- 1950年（昭和25年）9月 - ジェーン台風による被害
- 1953年（昭和28年）7月 - 紀州大水害。家屋流出72戸。半壊101戸、浸水604戸
- 1988年（昭和63年）9月 - 床上浸水41戸、田畑浸水197ha
- 2011年（平成23年）9月 - 平成23年台風第12号による被害

### 渇水
- 1883年（明治16年） - 夏場に65日間一滴も雨が降らず、水稲が枯死全滅
- 1967年（昭和42年） - 5月から6月にかけて干ばつ。切目川の中流部から河口部にかけて表流水が皆無状態
- 1989年（平成元年）8月
- 1990年（平成2年）8月
- 1995年（平成6年）8月

### ダム建設
- 1987年（昭和62年度） - 予備調査開始
- 1991年（平成3年度） - 実施計画調査着手
- 2001年（平成13年）4月 - ダム建設新規採択
- 2002年（平成14年） - 和歌山県と印南町との間で基本協定・利水協定締結
- 2005年（平成16年） - 損失補償基準妥結、付替国道（国道425号）工事着手
- 2009年（平成20年）1月 - 高串区（15世帯）離村式
- 2012年（平成24年）3月 - ダム本体工事契約
- 2013年（平成25年）6月 - ダム定礎式の開催
- 2015年（平成27年）2月 ダム試験湛水の完了
- 2015年（平成27年）3月29日 - 竣工記念式典[2]

## 建設の中止をめぐる判断
2010年、国が全国のダム事業の見直しを表明し、切目川ダムについても建設にストップがかかった。2011年、国からダムの再検証を指示された和歌山県は検証を行った結果、「事業継続が妥当」と判断して国に報告した。これにより切目川ダムの事業は再開され、2012年3月に工事契約が行われた。